# 広島県道396号柞磨駅家線
広島県道396号柞磨駅家線（ひろしまけんどう396ごう たるまえきやせん）は、広島県福山市を通る一般県道である。

## 概要
福山市芦田町大字柞磨から福山市駅家町大字上山守に至る。

### 路線データ
- 起点：福山市芦田町大字柞磨（広島県道48号府中松永線交点）
- 終点：福山市駅家町大字上山守（山守交差点（広島県道392号中野駅家線・広島県道463号津之郷山守線終点、広島県道395号川南近田線交点）
- 実延長：9.8 km

## 歴史
- 1960年（昭和35年）10月10日 - 広島県告示第682号により広島県道240号柞磨駅家線として認定される。
- 1972年（昭和47年）11月1日 - 広島県の県道番号再編により現行の県道番号に変更される。
- 1974年（昭和49年）4月1日 - 芦品郡芦田町が福山市に編入されたことにより起点の地名表記が変更される（芦品郡芦田町柞磨→福山市芦田町柞磨）。
- 1975年（昭和50年）2月1日 - 芦品郡駅家町が福山市に編入されたことにより全区間が福山市域のみを通る路線になり、併せて終点の地名表記が変更される（芦品郡駅家町上山守→福山市駅家町上山守）。

## 路線状況
福山市芦田町大字下有地を境に道路状況が一変する。そこから起点側は芦品広域農道の建設に際して改良されたが、終点側は大部分が1 - 1.5車線の狭い道になる上、県道標識が全く設置されていないなど案内が不十分である。実際の交通車輌は芦田町大字下有地から福山市立動物園、石田池、森脇橋南詰へ通じる広域農道を通過することが多く、福山市立福相小学校、福山市立宜山小学校沿線の有地川流域を通る本線終点側は定期バスが走る旧道となっている。

### 重複区間
- 広島県道158号尾道新市線（福山市芦田町大字下有地）
- 広島県道463号津之郷山守線（福山市大字駅家町今岡 - 福山市駅家町大字上山守・山守交差点（終点））

### 道路施設

#### 橋梁
- 山守橋（芦田川、福山市駅家町大字上山守）

## 地理

### 通過する自治体
- 福山市

### 交差する道路
| 交差する道路                                                                           | 交差する場所     | 交差する場所                 |
| -------------------------------------------------------------------------------------- | ---------------- | ---------------------------- |
| 広島県道48号府中松永線                                                                 | 芦田町大字柞磨   | 起点                         |
| 広島県道158号尾道新市線 重複区間起点                                                   | 芦田町大字下有地 |                              |
| 広島県道158号尾道新市線 重複区間終点                                                   | 芦田町大字下有地 |                              |
| 広島県道157号松永新市線                                                                | 芦田町大字福田   | 大正橋南詰交差点             |
| 広島県道397号福田戸手線                                                                | 芦田町大字福田   |                              |
| 広島県道463号津之郷山守線 / 福山西環状線（事業中）                                     | 駅家町大字大橋   | 大橋北IC（事業中）（福山市） |
| 広島県道463号津之郷山守線 / バイパス                                                   | 駅家町大字今岡   |                              |
| 広島県道463号津之郷山守線 重複区間起点                                                 | 駅家町大字今岡   |                              |
| 広島県道392号中野駅家線 広島県道395号川南近田線 広島県道463号津之郷山守線 重複区間終点 | 駅家町大字上山守 | 山守交差点 / 終点            |

### 沿線
- 福山市立有磨小学校
- 福山市役所芦田支所
- 福山市立動物園（旧：富谷動物園）
- 福山市立芦田中学校
- 福山市立福相小学校
- 福山市立宜山小学校
- 芦田川